# Andrews (Texas)
Andrews è una località degli Stati Uniti d'America, capoluogo della contea omonima, nello Stato del Texas, nella regione occidentale. Secondo una stima effettuata nel 2013 la sua popolazione ammontava a 12 718 unità.
Andrews è stata costituita il 2 febbraio 1937. Sia la città che la contea di cui è capoluogo prendono il nome da Richard Andrews, il primo soldato texano a morire durante la Guerra d'indipendenza del Texas.

## Geografia fisica
U.S. Highway 385 (nord-sud), State Highway 115 (est-ovest), e State Highway 176 (est-ovest) passano attraverso Andrews.
Andrews Loop 1910 è una strada lunga 13,1 miglia (21,1 km), costata 12,5 milioni di $. Anche se non è una strada statale, è disegnata similmente ad un anello statale, con uno speciale scudo blu.

## Storia

### Monumenti e luoghi d'interesse
L'Andrews County Veterans Memorial è un memoriale creato nel 2006 come omaggio a quei residenti della contea di Andrews che hanno prestato servizio nelle forze armate degli Stati Uniti. I soldati provenienti da tutti i principali conflitti in cui l'America partecipò sono onorati.
Nel tentativo di attirare gli eventi della comunità la città finanziò la costruzione della ACE Arena (un'arena polifunzionale), che aprì nel marzo del 2007. Inoltre adiacente all'arena nel 2012 è stato costruito un altro stadio all'aperto più piccolo.
L'Andrews Bird Viewing Trail aprì al pubblico nel 2007. Il parco comprende una pista da 0,2 miglia con al fianco diversi stagni con un ponte, alcune panchine e un basamento di osservazione binoculare.
Nel 2013 la città approvò la costruzione di un parco acquatico da 2 milioni di dollari per sostituire l'ex piscina della città.
La città iniziò la costruzione di un nuovo museo nel 2013 all'interno della prima casa costruita ad Andrews.

## Società

### Evoluzione demografica
| Anno | Popolazione | ±%     |
| ---- | ----------- | ------ |
| 1940 | 611         | Note:  |
| 1950 | 3,294       | 439.1% |
| 1960 | 11,135      | 238.0% |
| 1970 | 8,625       | −22.5% |
| 1980 | 11,061      | 28.2%  |
| 1990 | 10,678      | −3.5%  |
| 2000 | 9,652       | −9.6%  |
| 2010 | 11,088      | 14.9%  |

Secondo il censimento del 2000, c'erano 9,652 persone, 3,478 nuclei familiari e 2,598 famiglie residenti nella città. La densità di popolazione era di 2,017.5 persone per miglio quadrato (779.6/km²). C'erano 4,047 unità abitative a una densità media di 845.9 per miglio quadrato (326.9/km²). La composizione etnica della città era formata dal 75.65% di bianchi, il 2.04% di afroamericani, lo 0.90% di nativi americani, lo 0.71% di asiatici, il 17.72% di altre razze, e il 2.94% di due o più etnie. Ispanici o latinos di qualunque razza erano il 41.95% della popolazione.
C'erano 3,478 nuclei familiari di cui il 40.3% aveva figli di età inferiore ai 18 anni, il 61.3% erano coppie sposate conviventi, il 10.2% aveva un capofamiglia femmina senza marito, e il 25.3% erano non-famiglie. Il 23.7% di tutti i nuclei familiari erano individuali e l'11.1% aveva componenti con un'età di 65 anni o più che vivevano da soli. Il numero di componenti medio di un nucleo familiare era di 2.75 e quello di una famiglia era di 3.26.
La popolazione era composta dal 31.5% di persone sotto i 18 anni, l'8.1% di persone dai 18 ai 24 anni, il 27.3% di persone dai 25 ai 44 anni, il 20.0% di persone dai 45 ai 64 anni, e il 13.1% di persone di 65 anni o più. L'età media era di 34 anni. Per ogni 100 femmine c'erano 93,9 maschi. Per ogni 100 femmine dai 18 anni in su, c'erano 88,6 maschi.
Il reddito medio di un nucleo familiare era di 32,774 dollari, e quello di una famiglia era di 36,172 dollari. I maschi avevano un reddito medio di 31,527 dollari contro i 22,266 dollari delle femmine. Il reddito pro capite era di 16,101 dollari. Circa il 15.3% delle famiglie e il 17.7% della popolazione erano sotto la soglia di povertà, incluso il 22.5% di persone sotto i 18 anni e il 12.8% di persone di 65 anni o più.

## Cultura

### Istruzione

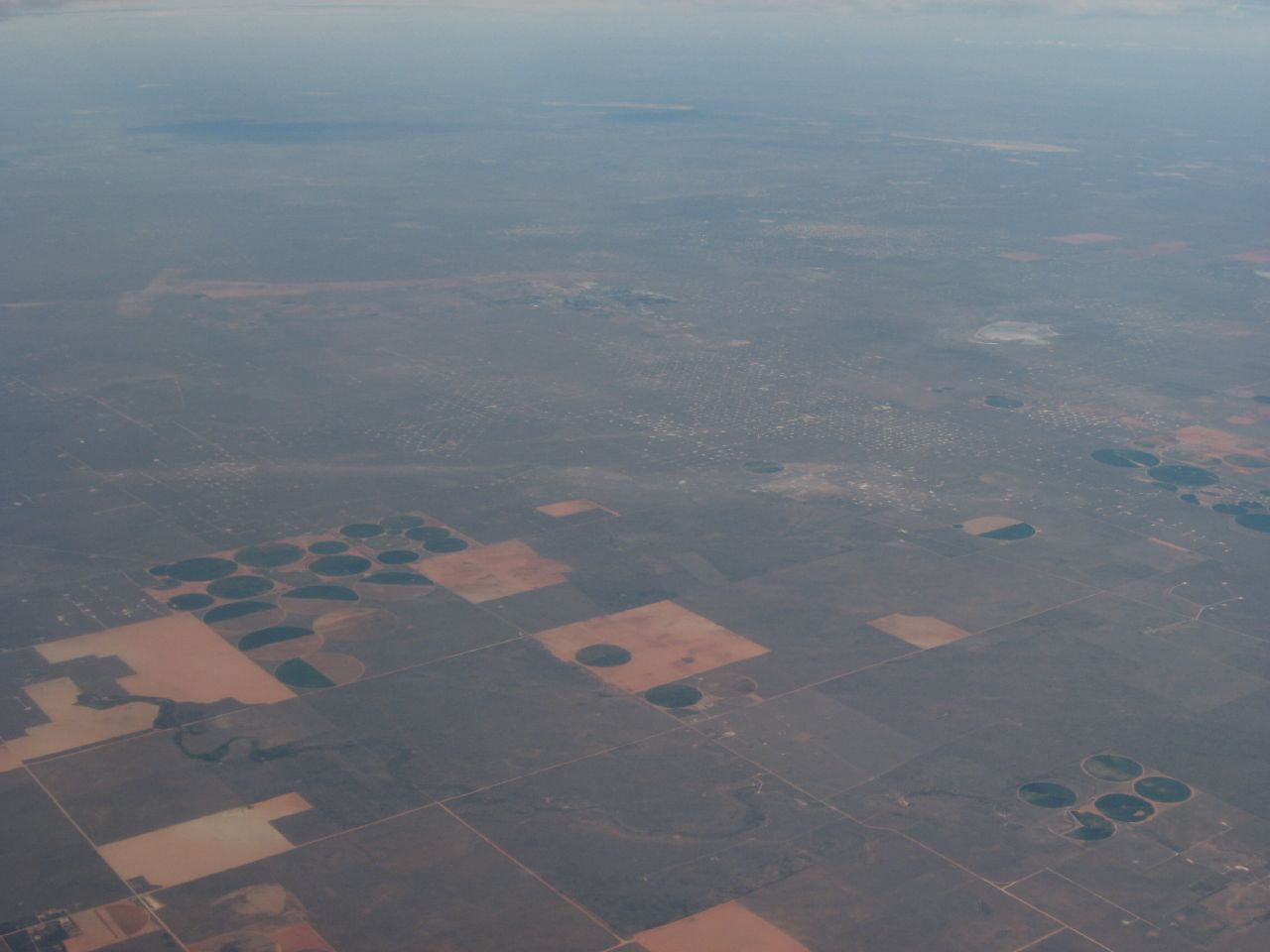
Panorama di Andrews

Gli studenti sono serviti dalla Andrews Independent School District. La scuola ha aperto due nuovi campus scolastici da 18,5 milioni di dollari e un performance center nel 2008 da 20 milioni di dollari alla scuola superiore.
Il liceo iniziò l'emissione di computer portatili per ogni studente nel 2012. I campus delle scuole elementari e medie iniziarono a distribuire tablet iPad a tutti gli studenti. Gli studenti sono autorizzati a portare a casa i dispositivi, ma li devono restituire alla fine dell'anno scolastico.
A causa di un aumento delle iscrizioni nel 2013 cominciò la costruzione di diverse opere edili. Tutti i campus scolastici aggiunsero delle aule.

#### Junior College
La Andrews Business and Technology Center è stato completato nel gennaio 2006, in concomitanza con l'Odessa College e l'University of Texas of the Permian Basin. La scuola si concentra sulla tecnologia. L'espansione del campus da 1 milione di dollari è stato completato nel 2013.

## Economia

### Sviluppo economico

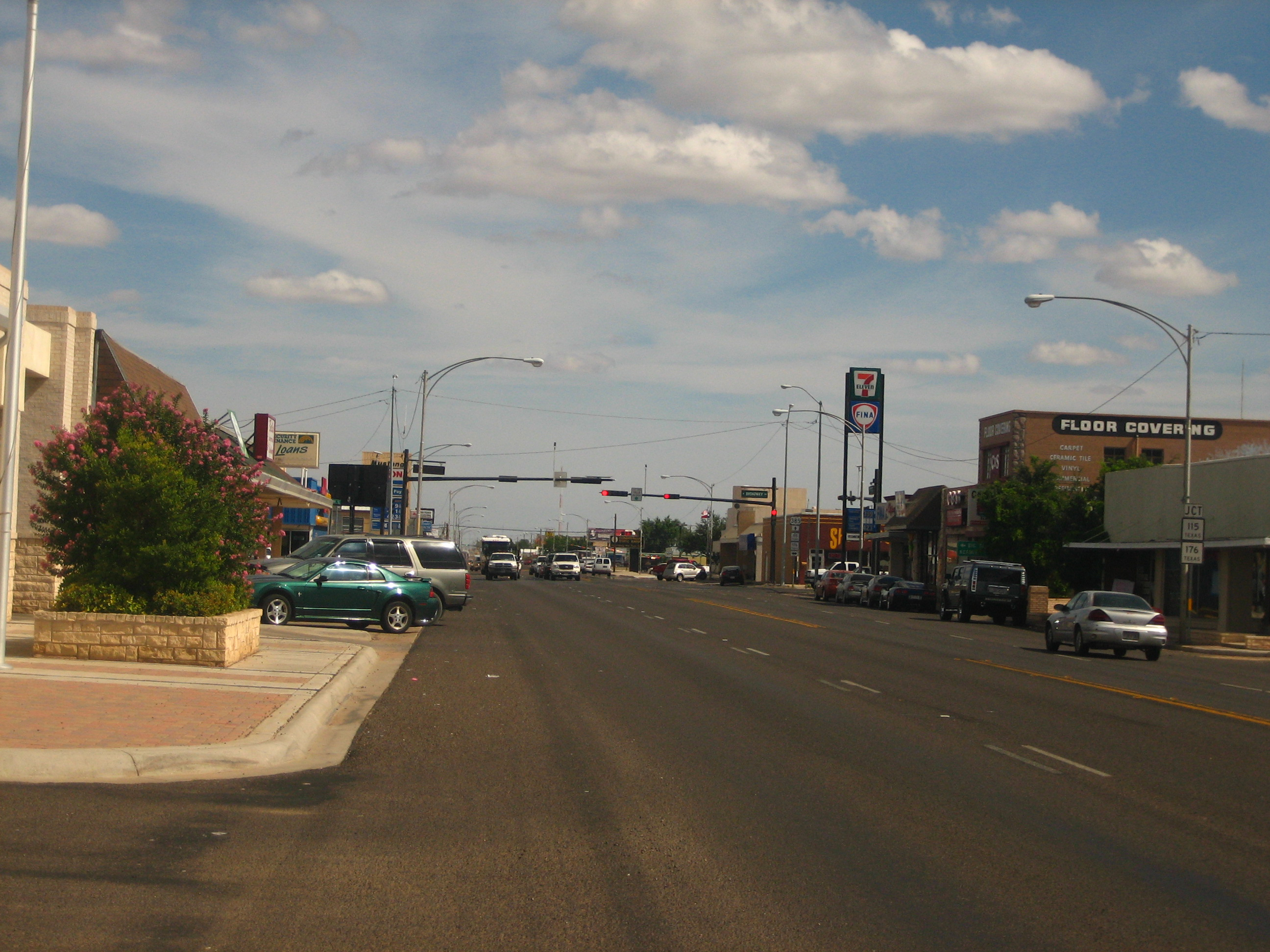
Centro di Andrews

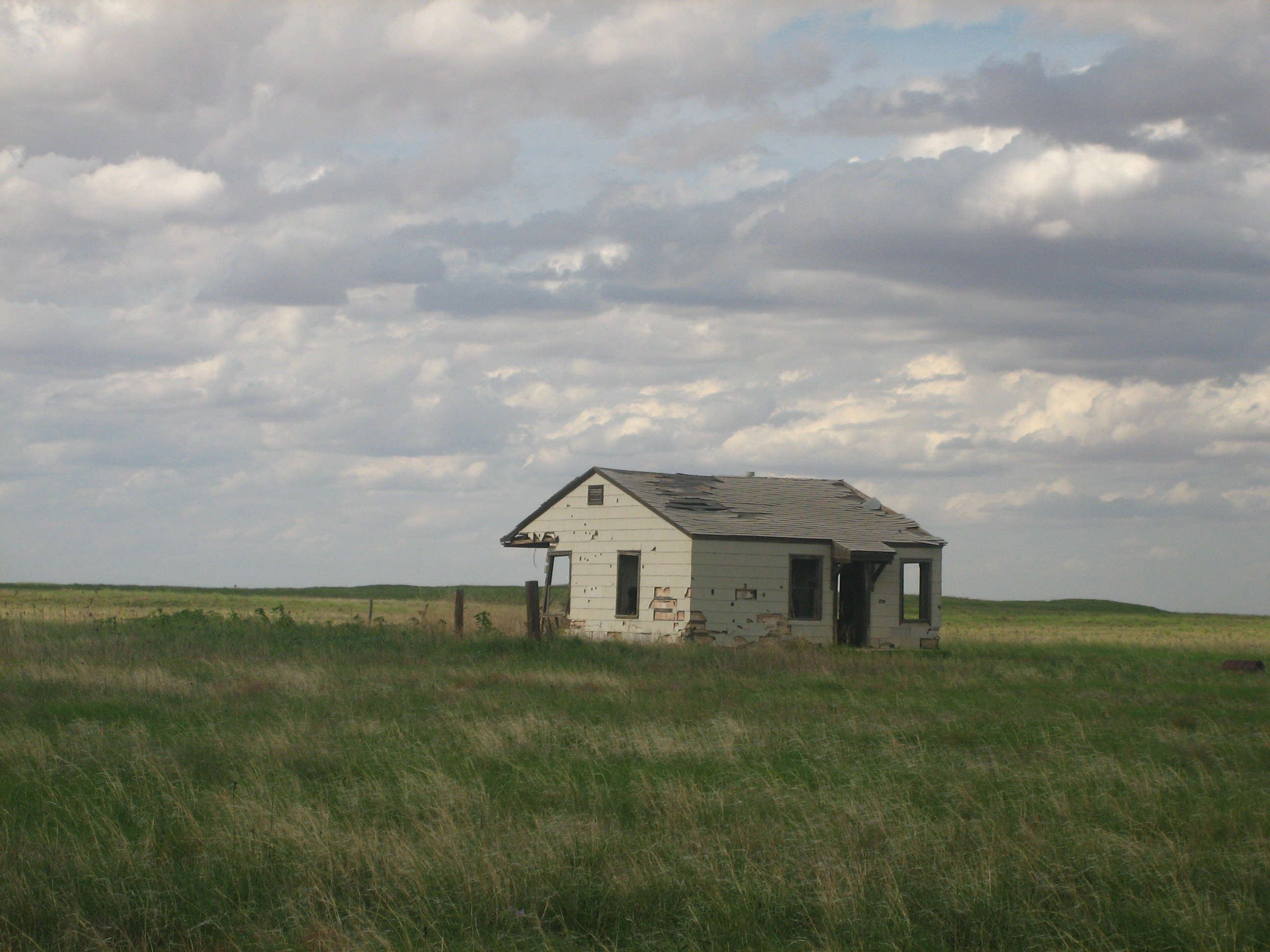
Immagine della U.S. Route 385, situata nella parte occidentale della città

Andrews è una città basata economicamente sul petrolio e sul suolo. Dopo che il primo pozzo di petrolio fu perforato (nel 1929) dalla Deep Rock Oil Company di Charles E. Ogden. Andrews County divenne una delle maggiori contee produttrici di petrolio nello Stato del Texas. Ha infatti prodotto oltre 1 miliardo di barili (160.000.000 m3) di petrolio.
La Waste Control Specialists (WCS), di proprietà di Harold Simmons e con sede a Dallas, Texas, gestisce 14.000 acri (57 km²) della contea di Andrews, al confine con il Nuovo Messico. La società si è aggiudicata una licenza per lo smaltimento di rifiuti radioattivi dalla TCEQ nel 2009. Il permesso consente lo smaltimento di materiali radioattivi come l'uranio, il plutonio e il torio delle centrali elettriche commerciali, delle istituzioni accademiche e delle scuole mediche. La società completò la costruzione del progetto nel 2011 e iniziò lo smaltimento dei rifiuti nel 2012. Ci sono due discariche di rifiuti radioattivi nel sito. L'azienda impiega 130 persone e circa l'1% della forza lavoro totale di Andrews.
Nel 1972, Andrews divenne la prima sede dell'azienda di aspirapolveri Kirby Company al di fuori del suo Stato d'origine, l'Ohio. È spesso definito come "Kirby West" per indicare l'espansione verso ovest del paese. L'azienda impiega circa 200 persone.
Nel 2011 la città aprì il Business Park South per fornire più opzioni di incentivazione per attirare le imprese. Nel 2014 inoltre è stato aperto un Energy Business Park.
La città completò più di 3 milioni di dollari in lavori di ristrutturazione dell'aeroporto. Alla fine del 2013 venne aperta una caserma dei vigili del fuoco da 2 milioni di dollari. Un nuovo ospedale da 60 milioni di dollari è stato costruito nel 2015. La città cominciò a vendere alcol per la prima volta il 19 dicembre 2013.

## Nella cultura di massa
- L'episodio numero 705 della serie televisiva statunitense The Bachelor, è stato girato nel 2007 ad Andrews.
- La prima stagione del Reality-TV Black Gold è stato girato ad Andrews.
- Una parte del film-documentario Gasland